# Kai Hospelt

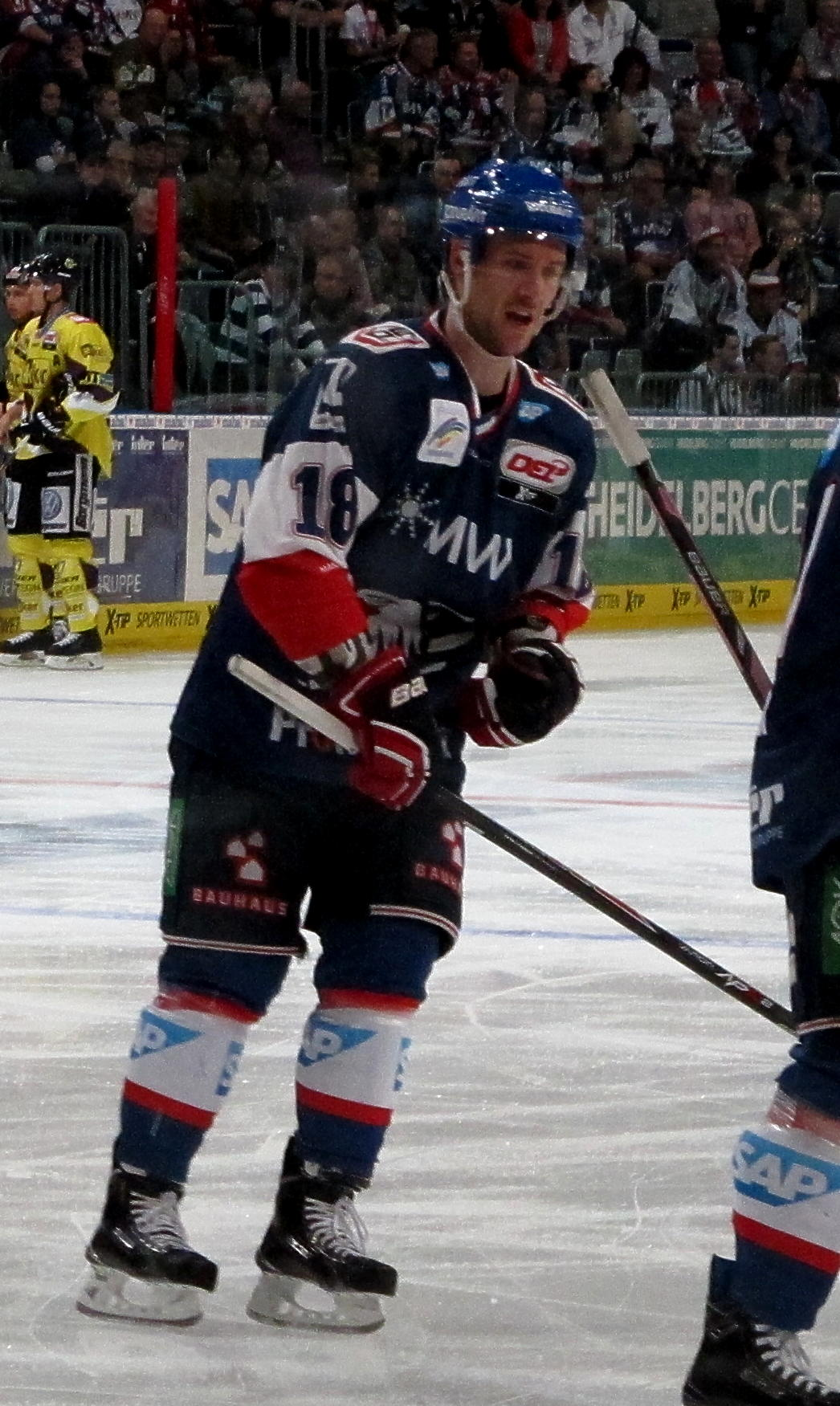
Imagem do Jogador Alemão de Hóquei no Gelo Kai Hospelt.

Kai Hospelt (Köln, 23 de agosto de 1985) é um atleta alemão, jogador de hóquei no gelo.
Hospelt participou das Olimpíadas de Inverno de Vancouver em 2010, defendendo a seleção da Alemanha e em várias edições em campeonatos mundiais, como nos anos de 2002, 2003, 2004 e 2005 em seleções de base e em 2009 pela seleção principal.